# سابینو (میسیسیپی)
سابینو (به انگلیسی: Sabino) یک منطقهٔ مسکونی در ایالات متحده آمریکا است که در شهرستان کوئیتمن، میسیسیپی واقع شده‌است. سابینو ۴۹٫۰۷ متر بالاتر از سطح دریا واقع شده‌است.